# Harpactocrates intermedius
Harpactocrates intermedius är en spindelart som beskrevs av Raymond Comte de Dalmas 1915. Harpactocrates intermedius ingår i släktet Harpactocrates och familjen ringögonspindlar. Inga underarter finns listade i Catalogue of Life.